# Oticodium
Oticodium là một chi rêu trong họ Brachytheciaceae.